# Tagoï
Le tagoï est une langue rashad parlée dans les monts Nouba au Soudan.

## Prononciation
| i | ɨ | ɨ | u |
| e |   |   | ο |
| ɛ | ə | ə | ɔ |
|   | a | ʌ |   |